# 吴家镇 (绵阳市)
吴家镇，是中华人民共和国四川省绵阳市涪城区下辖的一个乡镇级行政单位。2019年12月，撤销石洞乡，将其所属行政区域划归吴家镇管辖，吴家镇人民政府驻源龙街57号。

## 行政区划
吴家镇下辖以下地区：
场镇社区、兴顺村、广福村、凤凰村、凉水村、中心桥村、五龙村、孔雀村、高桥村、幸福村、涌泉村和长林村。